# Urška Djukić

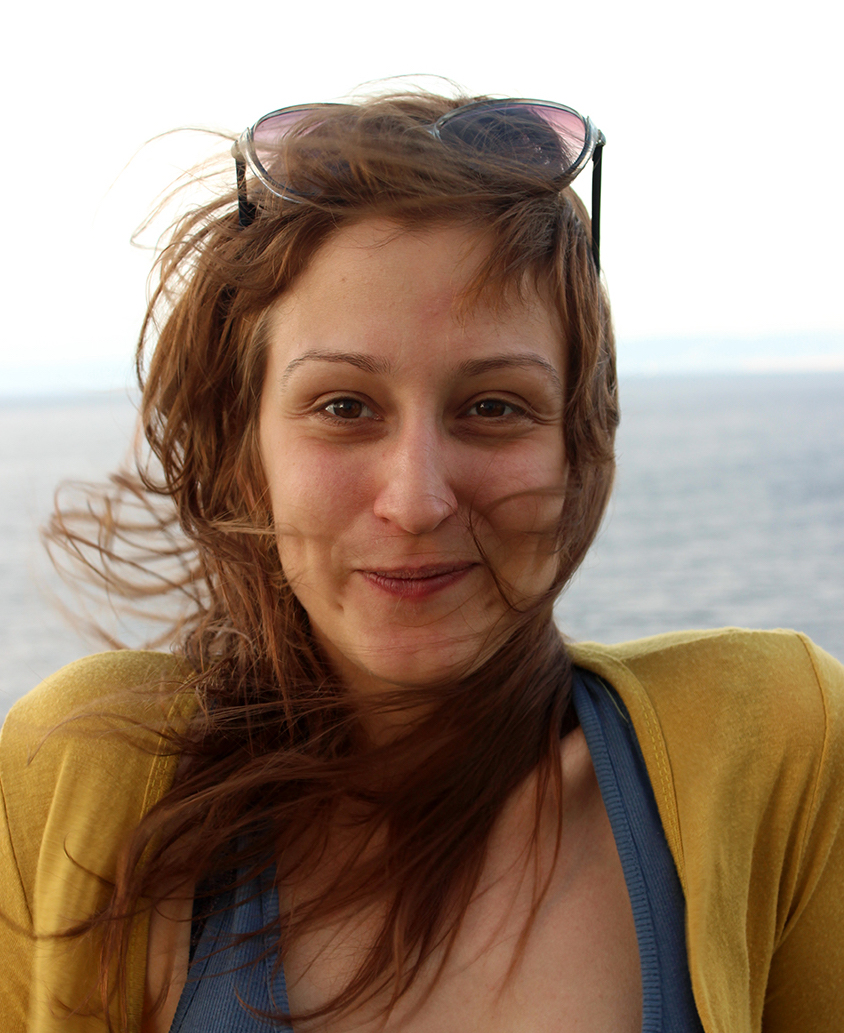
Urška Djukić 2023

Urška Djukić (* 1986) ist eine slowenische Filmregisseurin.

## Werdegang
Urška Djukić studierte Medienkunst an der Kunsthochschule der Universität Nova Gorica. Sie spezialisierte sich auf Film und machte 2016 ihrem Masterabschluss.
Durch die Kombination von Realfilm, Animation und experimentellen Techniken schafft Urška Djukić hybride Filmgeschichten. Sie konzentriert sich dabei auf die Erforschung von Themen der Weiblichkeit.
Für den animierten Kurzfilm Bon Appetit, La Vie! erhielt sie den slowenischen Filmpreis. Ihr animierter Kurzdokumentarfilm Granny’s Sexual Life erhielt über 40 internationale Preise, u. a. den Europäischen Filmpreis 2022 für den besten europäischen Kurzfilm und den César 2023 für den besten französischen animierten Kurzfilm. Djukićs Spielfilmdebüt Little Trouble Girls wurde bei den 75. Internationalen Filmfestspielen Berlin 2025 in der Sektion Perspektives gezeigt und dort mit dem FIPRESCI-Preis ausgezeichnet.
Urška Djukić lebt in Ljubljana.

## Filmografie
- 2016: Dober tek, življenje! (Bon Appétit, La Vie!), Kurzfilm
- 2019: Lovka (After the Hunt) Kurzfilm
- 2019: The Right One, Kurzfilm
- 2021: Babičino seksualno življenje (Granny’s Sexual Life), Animation, Kurzfilm, Co-Regie: Emilie Pigeard
- 2025: Kaj ti je deklica (Little Trouble Girls)

## Auszeichnungen (Auswahl)
Slovene Film Festival 2016
- Bester Kurzfilm für Dober tek, življenje!

Slovene Film Festival 2021
- Special Achievement Award für Granny’s Sexual Life

Uppsala International Short Film Festival 2021
- Auszeichnung des Films Granny’s Sexual Life als Uppsala-Kurzfilm-Kandidat für den Europäischen Filmpreis

ANIMA - Córdoba International Animation Festival 2021
- Lobende Erwähnung für Granny’s Sexual Life

Animateka 2021
- DSAF Audience Award für Granny’s Sexual Life

Go Short International Short Film Festival Nijmegen 2022
- Go Short Award im europäischen Wettbewerb für Animationsfilme für Granny’s Sexual Life

Ivano-Frankivsk International Short Film Festival 4:3 2022
- Lobende Erwähnung der Jury für Granny’s Sexual Life im internationalen Wettbewerb

Tampere Film Festival 2022
- Grand Prix im Internationalen Wettbewerb für Granny’s Sexual Life

Interfilm Berlin 2022
- Lobende Erwähnung für Granny’s Sexual Life im Confrontations Online Award

European Film Awards 2022
- Bester animierter Kurzfilm für Granny’s Sexual Life

K3 Film Festival 2023
- K3 Best Short Film für Granny’s Sexual Life

César 2023
- Bester europäischer Kurzfilm für Granny’s Sexual Life

Internationale Filmfestspiele Berlin 2025
- Auszeichnung des Films Kaj ti je deklica mit dem FIPRESCI-Preis in der Sektion Perspektives